# Pogonarthron semenovianum
Pogonarthron semenovianum là một loài bọ cánh cứng trong họ Cerambycidae.